# モノリスフィア
『モノリスフィア』 (Monolith-Sphere) は、SilverSecondによるWOLF RPGエディター製の横スクロールアクションゲーム。マウスによって操作を行うWindows用のダウンロードゲームであり、コンテストパークWeb 2008 Spring（2008年3月8日結果発表）において金賞を受賞した作品である。ベクターにおいて同年5月22日に公開されたver.1.01では、難易度の低い「ピクニックモード」とクリア後に選択できる「超難関」の「イノセントモード」が追加されており、また「セクシーな」キャラクターの立ち絵を「ミニキャラ」に変更することが可能となっている。

## 内容
女神モノリスを主人公とするステージクリア型のアクションゲームであるが、大部分の操作はマウスによって行われる。SilverSecondを主宰するSmokingWOLFは、パソコン用のゲームパッドを持たないユーザーが多いことから、マウスのみで遊べるアクションゲームという発想に至ったと述べている。なお開発当初は、「球」を飛ばして指定された回数以内にゴールまで導くパズルゲームという構想であったという。
ステージ中におけるモノリスの操作は、マウスのドラッグ・アンド・ドロップによって行われる。まずマウスの左ボタンを押すと進行方向を表す赤い矢印が表示され、ドラッグした方向の反対に向くようになっている。そして左ボタンを押しながらドラッグ・アンド・ドロップを行うことによって、矢印の方向にモノリスが飛行する。ドラッグした距離に応じて飛行の速さは変化し、また連続して操作を行うことによって飛行中の方向転換や滞空もできるようになっている。
キーボードによる操作として「クロノス・ブースター」の発動がある。これは一定の時間のみ使用でき、時の流れが遅くなることによって敵からの攻撃の回避や軌道修正など細かい操作が容易になる。また本作には5つの能力が登場し、ゲームの進行に応じて使用できるものが増えていく。ステージ選択画面におけるカスタマイズにて、回収した「モノリスフィア」の数に応じた能力レベルの調節ができ、レベルを一定の値まで上げると「スペシャルパワー」として更なる追加効果や特殊効果が得られる。そしてステージ中では、マウスのホイール回転またはキーボードの操作によって使用する能力を切り替えることができる。

## ストーリー

### オープニング
「月の世界」を守る女神モノリスは平穏な日々を送っていたが、「黒き者」たちの急襲によって世界を占領されてしまう。モノリスは「月の世界」を創り出したモノリスフィアが敵の手に渡ることを防ぐべく、これを自爆させた。そしてモノリスと部下のムーンは月の世界を脱出し、5つの世界に散らばったモノリスフィアの欠片を回収する旅に出る。

### キャラクター
モノリス
「月の世界」を守る2代目の女神。本作の主人公。時と重力を操る能力を持つ。時の力によって時間を巻き戻すことができ、また重力波を用いた世界最速の移動能力を持つ。
ムーン
先代の月の女神によって造られた召し使い。モノリスの右腕であり、アドバイスなどを担当する。ウサギの仲間だがイヌのような姿をしている。
プランティア
「緑の世界」を守る女神。名前を忘れていたモノリスに「草子」という愛称を付けられる。
フェニキス
「太陽の世界」を守る2代目の女神。太陽の世界においては不死鳥に変身することができる。
アクエリア
「海の世界」を守る2代目の女神。人魚の姿をしており、また竜に変身することができる。
ハーディア
死者の行き着く場所である「冥府の世界」を守る女神。女神自身も死者であるが、5つの世界において最強の力を誇る。
プチリス
生物を進化させる能力を持つ白服の少女。本作の最終ボス。名前を持たなかったがエンディングではプチリスと呼ばれている。
イノセント
前述したイノセントモードにおいて語り部として登場する神。ボスキャラクターとしても登場する。
ラビ
モノリスの執事を務める8頭身のウサギ。戦闘能力が高い。
ジョン
サングラスをかけた獣人であり、自称は「疾風のジョン」。「緑の世界」で開催される飛行レースの主催者。
コケリアン
自称「最速ニワトリ」。前述の飛行レースでは幾度も優勝している。

## 評価と制作背景
本作は前述の通りコンテストパークWeb 2008 Springにおいて金賞を受賞しており、独特の操作方法に基づく「思い切ったゲームシステムが魅力的」な作品で「基本のシステムがしっかりしている」と評価された。また「小気味いい展開のストーリーを筆頭に、インターフェイスや演出など、すべての要素が一切の手抜きもなく緻密に作り込まれている」と評され、「物語がある程度進むとクリアー済みのステージで新たなイベントが発生するなど、再度プレーしても楽しめるような配慮がなされている点」についても評価された。
窓の杜のコーナー「週末ゲーム」では、「モノリスとムーンのやり取りが面白く、先の展開が見たくてのめり込んでしまった」「爽快な移動感覚を楽しみつつプレイできた」と評されている。また「ステージにはさまざまな仕掛けや隠し要素があり、それらをクリアしていくのも醍醐味」「クリア後のおまけも充実している」とも評されている。
ベクターの「新着ソフトレビュー」では「ストーリー、グラフィック、ゲーム性、どこをとっても文句なしの完成度の高さを誇るアクションゲーム」と評され、「操作になじむための練習用ステージがきちんと用意されている上、ステージをクリアしていくことで自然に操作をマスターできるよう工夫されている」点についても評価された。また「アクションゲームとしてのおもしろさに加え、ストーリーや登場人物の会話などもユニークで楽しい」「内容は実にバラエティに富んでおり、飽きが来ない」とも評されている。
4Gamer.netのコーナー「インディーズゲームの小部屋」では、「マウス操作のみでキャラクターを飛ばすという秀逸なアイデアと、それをうまく生かしつつ、徐々に難度が上がっていくステージ構成のバランスが優れたアクションゲーム」と評価されており、「操作の上達を実感しながら、初心者から上級者まで楽しめる作品」と評されている。
Crowdrive Gamesでは「名作アクションフリーゲーム」の一つとして紹介されている。「ギャグ要素がたっぷり」含まれた「SilverSecondならではの作品」とされ、また「フルコンプリートを目指せばなかなか難易度が高いため、初心者から上級者まで気軽に遊ぶことができる」とも評されている。
一方で「プレーヤーがこの操作方法に馴染めるかどうかによって、本作に対する評価は大きく異なってくる」「重力波による移動はユニークであるがゆえに、最初は戸惑うかもしれない」「なじむまでちょっと手こずる」ともされており、SmokingWOLF自身も「ほぼ完全マウス操作という、その特異な操作性をいかに受け入れてもらうかという点が最大の課題だった」と述べている。なお『プラネットハウル』の紹介ページには「モノリスフィアが操作面でトラウマになっている人にもあまりおすすめできません」とある。
本作についてSmokingWOLFは、「色々と挑戦的要素が強い作品」であり「根本的な部分に関してはほぼ満足の行く結果にできた」とする一方で、「作業時間の分配がうまく行かず、やや粗が目立つ部分があった」と振り返っており、「コンセプトを考える時点で、ストーリーやキャラの在り方がハッキリしていなかった」ことを反省点としてあげている。またWOLF RPGエディター製のゲームで一番好きな作品として本作をあげている。